# ديفين سويتني
ديفين سويتني (بالإنجليزية: Devin Sweetney)‏ مواليد 23 أكتوبر 1987 في واشنطن العاصمة، هو لاعب كرة سلة أمريكي. بدأ مسيرته الاحترافية في سنة 2010. يلعب في الدوري البلجيكي لكرة السلة الدرجة الأولى. يحمل الرقم 6. يبلغ طوله 6 قدم 6 بوصة (2.0 م).

## المسيرة الاحترافية
لعب مع مونكتون ميراكلز في موسم 2012–2013، ثم لعب مع نادي يونيون نوشاتيل لكرة السلة في سنة 2014، ثم لعب مع سبيرو شارلوروا في سنة 2016.

## روابط خارجية
- ديفين سويتني على موقع سبورتس رفرنس (الإنجليزية)
- ديفين سويتني على موقع كرة السلة الأوروبية.كوم (الإنجليزية)
- ديفين سويتني على موقع كلية كرة السلة في سبورتس رفرنس.كوم (الإنجليزية)
- ديفين سويتني على موقع ريلجم (الإنجليزية)
- ديفين سويتني على موقع بروبوليرز (الإنجليزية)
- ديفين سويتني على موقع سبورتس رفرنس (الإنجليزية)
- ديفين سويتني على موقع سبورتس رفرنس (الإنجليزية)